# Kristin Lysdahl
Pour les articles homonymes, voir Lysdahl.
Kristin Lysdahl est une skieuse alpine norvégienne, née le 29 juin 1996.

## Biographie
Elle est présente sur le circuit de Coupe d'Europe depuis décembre 2014, obtenant son premier podium en février 2016 à la descente de Davos. 
Elle prend son premier départ en Coupe du monde en décembre 2016 à Semmering. Lors du deuxième slalom géant disputé le lendemain, elle marque ses premiers points avec une 17e. En octobre 2017, elle atteint le top dix à Sölden avec une 8e place sur le slalom géant. Elle est sélectionnée pour les Championnats du monde 2017, où elle prend part à quatre courses.
Aux Jeux olympiques d'hiver de 2018, elle est médaillée de bronze dans l'épreuve par équipes et prend la 18e place du slalom géant et la 25e du slalom.

## Palmarès

### Jeux olympiques
| Édition / Épreuve   | Slalom géant | Slalom | Par équipes |
| ------------------- | ------------ | ------ | ----------- |
| JO 2018 Pyeongchang | 18e          | 25e    | Bronze      |

### Championnats du monde
| Épreuve / Édition                | Descente | Super G | Slalom géant | Slalom  | Combiné alpin | Par équipes |
| -------------------------------- | -------- | ------- | ------------ | ------- | ------------- | ----------- |
| Mondiaux 2017 Saint-Moritz       | 24e      | 27e     | 23e          |         | 17e           |             |
| Mondiaux 2019 Åre                |          |         | 20e          | Abandon |               | 5e          |
| Mondiaux 2021 Cortina            |          |         |              |         |               | Or          |
| Mondiaux 2023 Courchevel-Méribel |          |         |              |         |               | Argent      |

### Coupe du monde
- Meilleur classement général : 20e en 2019.
- 1 podium en individuel.

| Année/Classement | Général | Général | Descente | Descente | Slalom | Slalom | Slalom géant | Slalom géant | Super G | Super G | Combiné | Combiné |
| Année/Classement | Class.  | Points  | Class.   | Points   | Class. | Points | Class.       | Points       | Class.  | Points  | Class.  | Points  |
| ---------------- | ------- | ------- | -------- | -------- | ------ | ------ | ------------ | ------------ | ------- | ------- | ------- | ------- |
| 2017             | 98e     | 24      | -        | -        | -      | -      | 37e          | 24           | -       | -       | -       | -       |
| 2018             | 60e     | 104     | -        | -        | 52e    | 11     | 24e          | 93           | -       | -       | -       | -       |
| 2019             | 20e     | 357     | -        | -        | 10e    | 237    | 16e          | 120          | -       | -       | -       | -       |

### Coupe d'Europe
- Vainqueur du classement du slalom géant en 2017.
- 3 victoires.

### Championnats de Norvège
- Vainqueur du combiné en 2017.
- Vainqueur du slalom en 2019.